# ATLAS (telescopio)

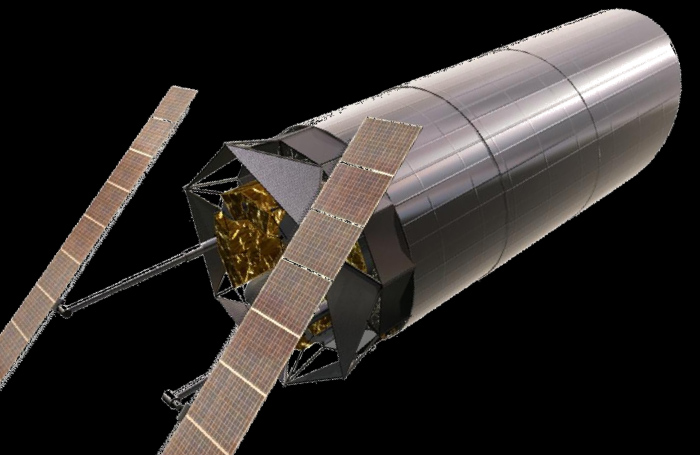
Uno de los conceptos propuesto para el ATLAST, un diseño basado en un espejo monolítico de 8 metros

El telescopio Atlas (en inglés Advanced Technology Large-Aperture Space Telescope, ATLAST) es un observatorio espacial que está en una fase de estudio. Es parte de un proyecto de la NASA que pretende evaluar las próximas misiones de esta entidad, y pretende poner en órbita este telescopio que podrá observar planetas que podrían albergar vida como en nuestra Tierra y que están ubicados en nuestra galaxia, además de estudiar la materia oscura y detección de estrellas como nuestro sol en galaxias situadas hasta 30 millones de años luz de distancia.
El telescopio atlas tendrá una sensibilidad 40 veces superior que la del actual telescopio espacial Hubble y tendrá un diámetro de 16 metros. Este telescopio será situado en el punto número 2 de la serie de puntos de Lagrange a 1.5 millones de kilómetros aproximadamente.